# Fran Crippen
Francis »Fran« Crippen, ameriški daljinski plavalec, * 17. april 1984, Bryn Mawr, Pensilvanija, ZDA, † 23. oktober 2010, Fujairah, Združeni arabski emirati. 
Potem ko je večino kariere tekmoval v bazenih, je Crippen leta 2006 napravil prehod na (daljinsko) plavanje na prostem, v katerem se je hitro uveljavil. Skupaj je na mednarodnih tekmovanjih osvojil sedem kolajn, od tega pet na prostem in dve v bazenu. Umrl je oktobra 2010 na dirki na prostem v Združenih arabskih emiratih.

## Kariera
Crippen je v svojih študentskih letih tekmoval za Univerzo v Virginiji in pod njenim okriljem priplaval do 11 vseameriških naslovov plavalca leta in 2 naslovov plavalca leta Atlantske obalne konference (ACC). Kot član ameriške odprave je na Igrah dobre volje 2001 v Brisbanu, Avstralija, osvojil bronasto kolajno. Na Panameriških igrah 2003 v Santo Domingu, Dominikanska republika, je na 400 in 1500 m prosto osvojil srebrni medalji. Crippen je ZDA zastopal tudi na Panpacifiškem prvenstvu leta 2006, na katerem je na 10 km osvojil srebro. Od leta 2006 do 2008 je nato pod taktirko trenerja Billa Rosa tekmoval za kalifornijski Misijon Vieja Nadadoresa. Leta 2007 je znova nastopil na Panameriških igrah in si tokrat v brazilskem Riu de Janeiru priboril zlato kolajno na 10 km. Dve leti kasneje si je, prav tako na 10 km, priplaval še bron na Svetovnem prvenstvu 2009 v Rimu, Italija. Leta 2010 se je vrnil tudi na Panpacifiško plavalno prvenstvo in na 10 km v Irvinu, Kalifornija, zasedel drugo mesto. Ob vseh teh mednarodnih dosežkih je bil Crippen tudi šestkratni ameriški državni prvak. Dva naslova je osvojil na 800 m prosto, dva na 5 km in še dva na 10 km.

## Zasebno življenje
Crippen se je rodil leta 1984 staršema Petu in Pat v Bryn Mawru, Pensilvanija. Leta 2002 je dokončal Akademijo Germantown v Fort Washingtonu, Pensilvanija. Zatem se je vpisal na Univerzo v Virginiji, na kateri je leta 2006 diplomiral iz sociologije.
Crippen je svojo plavalno kariero pričel pri šestih letih na pobudo sestre in kasnejše članice ameriške plavalne olimpijske odprave v Sydney, Maddy Crippen. Vse tri njegove sestre so postale odlične plavalke, Maddy je tekmovala za Univerzo Villanova in na Olimpijskih igrah 2000 nastopila na 400 m metulj. Druga sestra Claire je finalistka državnega prvenstva in trenutno tekmuje za Univerzo v Virginiji. Tretja sestra Teresa je panameriška prvakinja na 200 m hrbtno in članica ameriške državne reprezentance.

## Smrt
Po koncu daljinske dirke za Plavalni svetovni pokal v Fujairahu, Združeni arabski emirati, je Crippenov sotekmovalec Alex Meyer opazil, da Crippen še ni prispel v cilj. Potem ko je zavpil na pomoč, so ostali tekmovalci skočili nazaj v vodo in pričeli z iskanjem Crippena. Dve uri po koncu dirke in po 90 minutah iskanja so na prizorišče prišli potapljači. Kmalu zatem so Crippenovo truplo odkrili blizu ciljne boje, okoli 450 metrov pred obalo. Nemudoma so ga odpeljali v lokalno bolnišnico, v kateri so ga proglasili za mrtvega. Ob tem nekateri domnevajo, da je umrl že kar na prizorišču samem. Takim domnevam v največji meri botruje dejstvo, da so Crippena našli z nameščenimi plavalnimi očali, saj daljinski plavalci v primeru težav najprej odstranijo svoja očala. Zmagovalec dirke Thomas Lurz in ostali tekmovalci so kasneje izjavili, da je temperatura vode presegala 30 °C. Prav tako je moralo v času tekmovanja zdravniško pomoč poiskati še nekaj drugih tekmovalcev, med drugim dva Američana in en Brazilec.
Predsednik Mednarodne plavalne zveze dr. Julio Maggione je v izjavi za javnost povedal, da gre za prvi primer smrti na katerem koli tekmovanju pod okriljem Mednarodne plavalne zveze (Fine) in da so odprli preiskavo. Crippen naj bi sicer svojemu trenerju po 8 kilometrih dejal, da čuti žejo, a je vseeno nadaljeval z dirko.